# Смолёвка
Смолёвка (лат. Siléne) — крупный род цветковых растений семейства Гвоздичные (Caryophyllaceae), насчитывающий около 500 подтвержденных видов и еще более 1 000 ожидающих уточнения таксономического положения.

## Распространение
Род насчитывает более 400 видов в северных и умеренных областях Северного полушария, в основном в Средиземноморье.
На территории России и сопредельных стран род представлен примерно ста пятьюдесятью видами, из которых в Западной Сибири встречается 22 вида и 15 — на Алтае.
Многие однолетники, например, Смолёвка вильчатая (Silene dichotoma), засоряют посевы, растут на пустырях и т. п. Многолетние виды обычно обитают на каменистых и песчаных местах, нередко образуя дерновины. Смолёвка обыкновенная, или хлопушка (Silene vulgaris), встречается по сухим лугам и склонам, в зарослях кустарников, на вырубках, иногда как сорняк. Смолёвка поникшая (Silene nutans) растёт в светлых лесах, рощах, по лесным склонам. Смолёвка бесстебельная (Silene acaulis) — арктоальпийское подушковидное растение.

## Ботаническое описание
Одно- или многолетние травы, редко полукустарники.
Стебли прямостоячие или восходящие, ветвистые.
Листья расположены супротивно, сидячие, ланцетные, линейные, лопатчатые, яйцевидные или яйцевидно-ланцетные. Листья и стебли голые или волосистые, железисто-опушённые.
Цветки одно- или двудомные, в дихазиях, собранных в общие метельчатые или колосовидные соцветия, иногда — одиночные; чашечка спайнолистная; венчик белый, зеленоватый, розовый или пурпуровый, нередко с привенчиком; лепестков пять; завязь обычно с тремя столбиками. Цветут с мая до осени. Смолёвки обычно быстро завершают цикл развития и продуцируют большое количество семян.
Плод — трёхгнёздная коробочка. В 1 г до 2200 семян.
Растения рода Смолёвка имеют клейкое смолистое вещество «липкие силки», в которые попадают мелкие насекомые.

## Использование человеком
Многие виды смолёвки, такие как, например, Смолёвка хлопушка, Смолёвка поникшая, Смолёвка ползучая, Смолёвка енисейская, Смолёвка волжская и Смолёвка многоцветковая, применяются в народной медицине.
Некоторые смолёвки декоративны: из однолетних — средиземноморские Смолёвка небесная роза (Silene coelirosa) и Смолёвка повислая (Silene pendula) и их многочисленные сорта, из многолетних дерновинообразующих на каменистых участках используют арктическую и высокогорную смолёвку бесстебельную (Silene acaulis) и кавказскую смолёвку шафта (Silene schafta). В связи с уточнением ботанической классификации в настоящее время в род включается популярный декоративный вид Смолёвка халцедоновая (ранее известная как Зорька обыкновенная).
Группе российских биологов под руководством Д. А. Гиличинского (1948—2012) из Института физико-химических и биологических проблем почвоведения в Пущино удалось вырастить из семени, пролежавшем в вечной мерзлоте около 32 тысяч лет, небольшое растение — один из видов смолёвки Silene stenophylla. Растение немного отличается от современных. Реанимированные семена были найдены под 38 метрами вечной мерзлоты в Магаданской области.

## Экология
Некоторые однолетники (например, Смолёвка вильчатая (Silene dichotoma)) — сорняки.
Смолёвки являются пищей для личинок некоторых видов бабочек.
Смолёвка обыкновенная (Silene vulgaris) и Смолёвка поникшая (Silene nutans) (а также некоторые другие) выделяют нектар (испускают аромат) вечером и ночью; опыляются ночными бабочками.

## Классификация

### Таксономия
Silene L., 1753, Sp. Pl.: 416
Род Смолёвка относится к семейству Гвоздичные (Caryophyllaceae) порядка Гвоздичноцветные (Caryophyllales). Кладограмма в соответствии с Системой APG IV по состоянию на декабрь 2023 года:
|  |                                      |  |                                   |                                   |                      |  | ещё 40 семейств |              |              |                                                                |
|  |                                      |  |                                   |                                   |                      |  |                 |              |              | 486 подтвержденных видов и 1 143 вида, ожидающих подтверждения |
|  |                                      |  |                                   | порядок Гвоздичноцветные          |                      |  |                 |              | род Смолёвка |                                                                |
|  |                                      |  |                                   | порядок Гвоздичноцветные          |                      |  |                 |              | род Смолёвка |                                                                |
|  | отдел Цветковые, или Покрытосеменные |  |                                   |                                   | семейство Гвоздичные |  |                 |              |              |                                                                |
|  | отдел Цветковые, или Покрытосеменные |  |                                   |                                   |                      |  |                 |              |              |                                                                |
|  |                                      |  | ещё 63 порядка цветковых растений | ещё 63 порядка цветковых растений |                      |  |                 | еще 97 родов | еще 97 родов |                                                                |
|  |                                      |  |                                   | ещё 63 порядка цветковых растений |                      |  |                 |              | еще 97 родов |                                                                |

### Виды
Некоторые из них:
- Silene acaulis (L.) Jacq. — Смолёвка бесстебельная
- Silene armeria L. — Смолёвка армериевидная
- Silene borysthenica (Gruner) Walters — Смолёвка днепровская
- Silene campanulata S.Watson — Смолёвка колокольчатая
- Silene cashmeriana (Royle ex Benth.) Majumdar — Смолёвка кашмирская
- Silene chalcedonica E.H.L.Krause — Смолёвка халцедоновая, или Зорька обыкновенная, или Лихнис халцедонский
- Silene chlorantha  Ehrh. — Смолёвка зелёноцветковая, или Смолёвка зелёноцветная
- Silene coeli-rosa (L.) Godr. — Смолёвка небесная роза
- Silene compacta Fisch. — Смолёвка скученная
- Silene conoidea L. — Смолёвка конусовидная
- Silene cretica L. — Смолёвка критская
- Silene dichotoma Ehrh. — Смолёвка вильчатая
- Silene dioica (L.) Clairv. — Смолёвка красная
- Silene douglasii Hook. — Смолёвка Дугласа
- Silene drummondii Hook. — Смолёвка Друммонда
- Silene flos-cuculi (L.) Greuter & Burdet — Смолёвка кукушкин цвет, или Кукушкин цвет обыкновенный, или Горицвет кукушкин
- Silene gallica L.
- Silene gigantea (L.) L. — Смолёвка гигантская
- Silene jailensis N.I.Rubtzov — Смолёвка яйлинская
- Silene jenisseensis Willd. — Смолёвка енисейская
- Silene laciniata Cav. — Смолёвка рассечённая
- Silene latifolia Poir. — Смолёвка белая
- Silene menziesii Hook. — Смолёвка Мензиса
- Silene noctiflora L. — Смолёвка ночецветная
- Silene nutans L. — Смолёвка поникшая
- Silene patagonica (Speg.) Bocquet — Смолёвка патагонская
- Silene pendula L. — Смолёвка повислая
- Silene repens Patrin — Смолёвка ползучая, или Смолёвка корнеползучая
- Silene rupestris L. — Смолёвка скальная
- Silene sibirica (L.) Pers. — Смолёвка сибирская
- Silene songarica (Schrenk ex Fisch. & C.A.Mey.) Bocquet — Смолёвка джунгарская
- Silene stenophylla Ledeb. — Смолёвка узколистая
- Silene suecica (Lodd.) Greuter & Burdet — Смолка альпийская, или Смолёвка шведская
- Silene tatarica Pers. — Смолёвка татарская
- Silene uniflora Roth — Смолёвка приморская
- Silene viscaria Jess. — Смолёвка клейкая, или Смолка клейкая, или Смолка обыкновенная
- Silene vulgaris (Moench) Garcke — Смолёвка обыкновенная, или Смолёвка хлопушка, или Хлопушка обыкновенная

### Синонимы
- Charesia E.A.Busch
- Conosilene (Rohrb.) Fourr.
- Cucubalus L.
- Elisanthe (Fenzl ex Endl.) Rchb.
- Gastrolychnis Fenzl ex Rchb.
- Melandrium Röhl.
- Otites Adans.
- Physolychnis Rupr.
- Pleconax Raf.

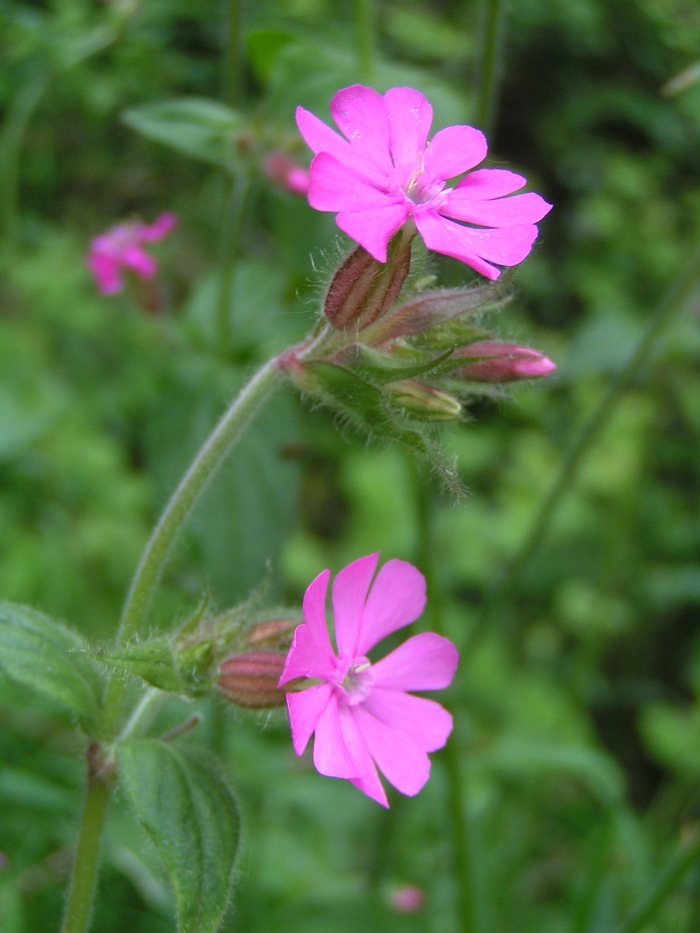
Смолёвка красная (Silene dioica)
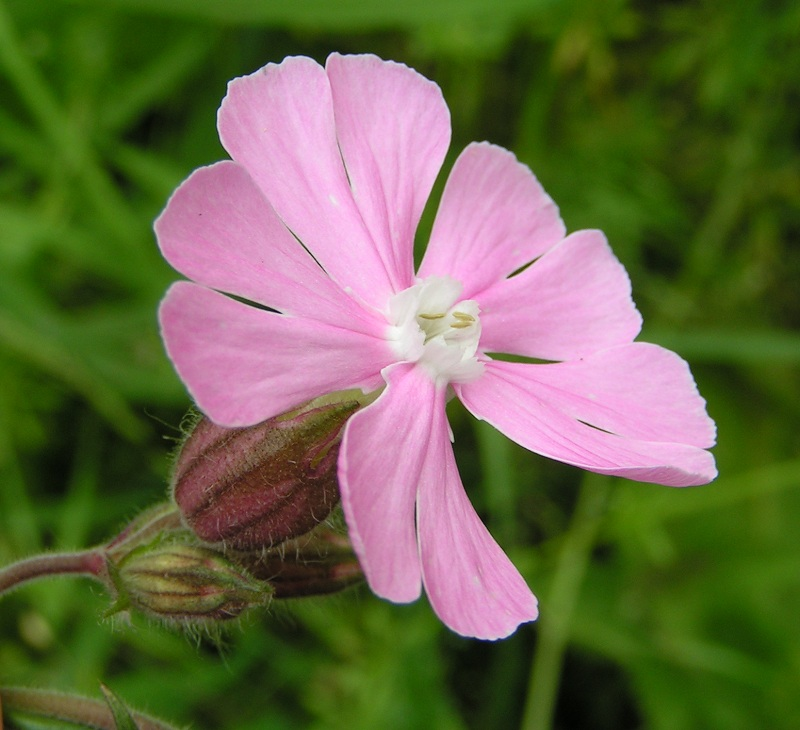
Silene dioica × Silene latifolia
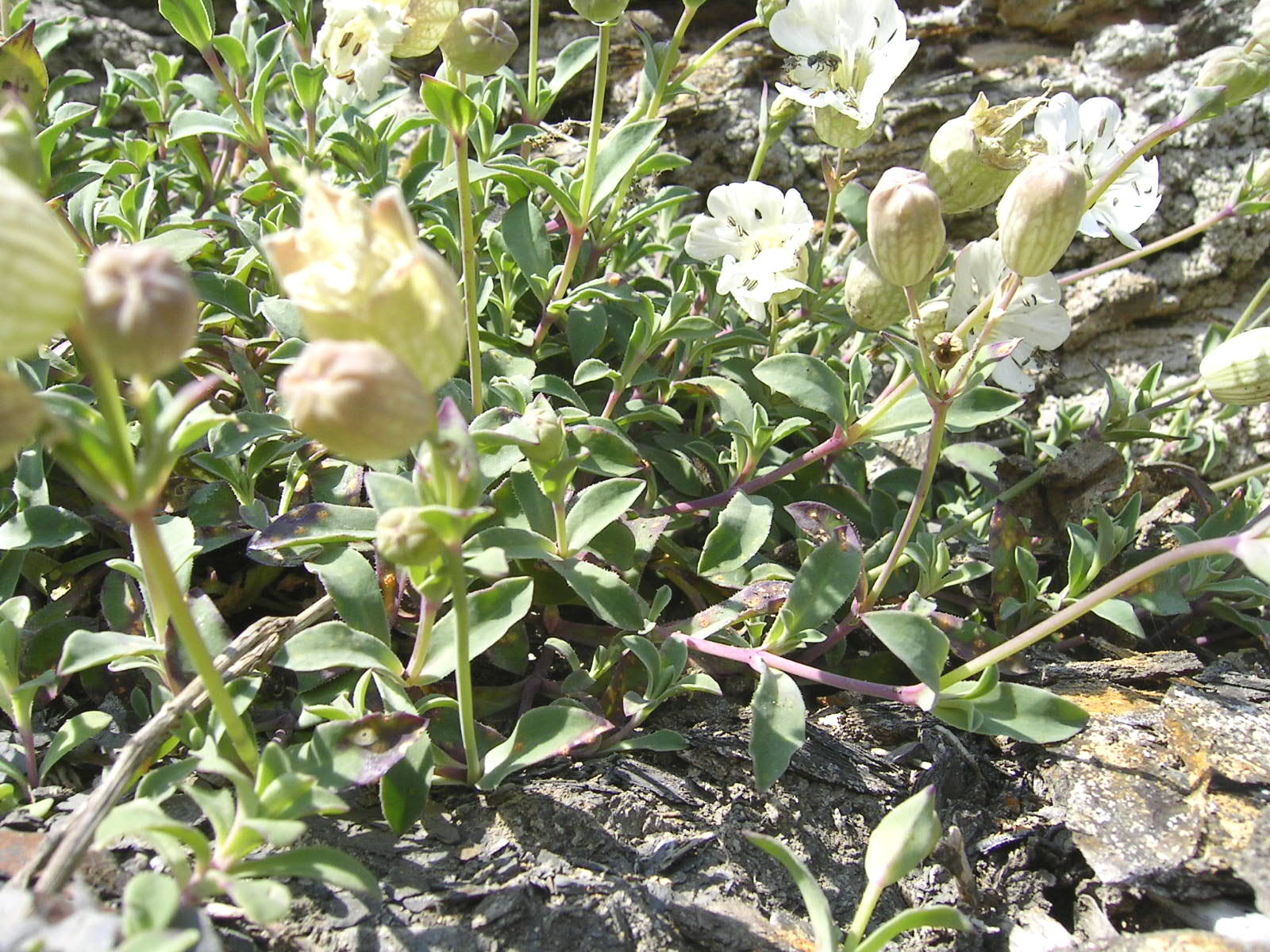
Смолёвка приморская (Silene uniflora)